# Giv'ati (mošav)
Giv'ati (hebrejsky גִּבְעָתִי, v oficiálním přepisu do angličtiny Giv'ati) je vesnice typu mošav v Izraeli, v Jižním distriktu, v Oblastní radě Be'er Tuvja.

## Geografie
Leží v nadmořské výšce 37 metrů v pobřežní nížině, v regionu Šefela.
Obec se nachází 7 kilometrů od břehu Středozemního moře, cca 38 kilometrů jihojihozápadně od centra Tel Avivu, cca 53 kilometrů jihozápadně od historického jádra Jeruzalému a 7 kilometrů jihovýchodně od Ašdodu. Giv'ati obývají Židé, přičemž osídlení v tomto regionu je etnicky převážně židovské.
Giv'ati je na dopravní síť napojen pomocí lokální silnice číslo 3712, která severozápadně od vesnice ústí do dálnice číslo 4.

## Dějiny
Giv'ati byl založen v roce 1950. Novověké židovské osidlování této lokality začalo po válce za nezávislost, kdy v roce 1948 tuto oblast ovládla izraelská armáda a došlo k vysídlení většiny arabské populace v tomto regionu. Tehdy zanikla také arabská vesnice Bajt Daras, jež stála v prostoru nynější židovské vesnice.
Zakladateli mošavu byla skupina veteránů Brigády Giv'ati, kteří v této oblasti bojovali během války za nezávislost. Po pár měsících je doplnila skupina Židů z Íránu, Egypta a Iráku.
V obci funguje společenské středisko, obchod a synagoga. Místní ekonomika je zčásti založena na zemědělství.

## Demografie
Podle údajů z roku 2014 tvořili naprostou většinu obyvatel v Giv'ati Židé (včetně statistické kategorie "ostatní", která zahrnuje nearabské obyvatele židovského původu ale bez formální příslušnosti k židovskému náboženství).
Jde o menší obec vesnického typu s dlouhodobě rostoucí populací. K 31. prosinci 2014 zde žilo 941 lidí. Během roku 2014 populace stoupla o 1,7 %.
| Rok            | 1961 | 1972 | 1983 | 1995 | 2001 | 2003 | 2004 | 2005 | 2006 | 2007 | 2008 | 2009 | 2010 | 2011 | 2012 | 2013 | 2014 |
| -------------- | ---- | ---- | ---- | ---- | ---- | ---- | ---- | ---- | ---- | ---- | ---- | ---- | ---- | ---- | ---- | ---- | ---- |
| Počet obyvatel | 357  | 384  | 429  | 607  | 701  | 727  | 752  | 774  | 781  | 810  | 836  | 861  | 899  | 906  | 930  | 925  | 941  |